# Tiliqua adelaidensis
Tiliqua adelaidensis — вид ящірок родини Сцинкові (Scincidae).

## Поширення
Tiliqua adelaidensis був вперше виявлений у 1863 році у Південній Австралії поблизу міста Аделаїда. Вид вважався рідкісним, тому що менше ніж 20 зразків були зібрані між 1863 і 1959 роками. Будівельники знайшли живі екземпляри в 1959 році, в той час як
розбирали старий сарай в селищі Маріон. Потім, багато років вважалося, що ця маленька ящірка вимерла: численні пошуки та дослідження не дали позитивних результатів. На щастя, це було не так, і в 1992 році в Tiliqua adelaidensis була знайдена мертвою у шлунку змії виду Pseudonaja textilis. Це спонукало до пошуків у довколишніх районах і було знайдено кілька невеликих колоній ящірок. Зараз відомо, 22 популяції Tiliqua adelaidensis між містами Порт Вейкфілд і Пітерборо.